# Mrs Patrick Campbell
Œuvres principales
Elle fut la première « Eliza » dans Pygmalion de G.B. Shaw et avait comme partenaire Sir Herbert Beerbohm, qui tenait le rôle de Higgins. La première représentation eut lieu au His Majesty's Theatre, Haymarket, le 11 avril 1914. (Pygmalion Century by Ronan Thomas)
Mrs Patrick Campbell, née Beatrice Stella Tanner, est une comédienne britannique née le 9 février 1865 à Londres et morte le 9 avril 1940 à Pau.

## Biographie
Fille de John Tanner, un entrepreneur aisé qui travaille pour la British East India Company, et de Maria Luigia Giovanna, fille d'Angelo Romanini, un comte italien exilé politique, elle fait ses études à Brighton, Hampstead et Paris. Elle obtient une bourse d'études à la Guildhall School of Music, mais elle n'y étudie que brièvement.   
Elle épouse Patrick Campbell en 1884, et elle adopte son patronyme, sous lequel elle fait sa carrière d'actrice. Ils ont deux enfants, Alan Urquhart (Beo) et Stella qui devient comédienne elle aussi. Son époux fait une carrière à l'étranger et meurt en Afrique du Sud, durant la guerre des Boers en 1900. Durant son absence puis après sa mort, elle doit assurer les revenus de la famille et décide de faire une carrière professionnelle de comédienne. Elle fait ses débuts au Alexandra Theatre de Liverpool, puis dans la The Ben Greet Players, créée par Ben Greet, où son rôle le plus connu est Rosalinde, dans As You Like It. Elle joue en 1893 au théâtre londonien Adelphi, où elle est engagée pour le rôle-titre de Paula Tanqueray de la pièce d'Arthur Wing Pinero, The Second Mrs Tanqueray, au théâtre St James, à Londres. Ce rôle lui apporte une notoriété immédiate, pour son jeu de scène mais aussi pour le personnage, une femme qui essaie de changer de vie. Elle-même rapporta des critiques évoquant la proximité de sa situation personnelle et de celle du personnage. 
Elle joue dans plusieurs pièces, en 1894, qui ne l'intéressent pas, mais son mari est rentré en Angleterre, malade et désargenté, et elle doit continuer sa carrière pour subvenir aux besoins de la famille. Elle connaît un nouveau succès en 1895, dans une nouvelle pièce de Pinero, The Notorious Mrs Ebbsmith, puis joue le rôle-titre dans Fédora de Victorien Sardou, au Haymarket en mai 1895, et Juliette au Lyceum en septembre 1895, avec Johnston Forbes-Robertson. Elle joue à nouveau avec Forbes-Robertson dans plusieurs pièces Nelson's Enchantress, Hamlet, de 1897 à 1899, où ils séparent leurs carrières. Mrs Campbell monte ses propres productions, et reprend des rôles. Sa reprise de Magda est bien accueillie. Elle fait une première tournée aux États-Unis en 1901. Elle tient des rôles dans les pièces d'auteurs dramatiques célèbres, Henrik Ibsen (Hedda Gabler, 1907), W.B.Yeats (Deirdre, 1908), Eugène Brieux (La Foi (False Gods), 1909, avec une musique de Saint-Saëns). Elle joue en français Pelléas et Mélisande avec Sarah Bernhardt, celle-ci jouant Pelléas. Campbell porte une robe créée par Edward Burne-Jones. Malgré l'âge des deux actrices, Sarah Bernhardt a 60 ans et Mrs Campbell presque 40 ans, la pièce fait une tournée et connaît un important succès critique. 
Elle se remarie le 6 avril 1914, avec George Cornwallis-West (1874 -1951), écrivain et militaire de carrière, précédemment marié avec Jennie Jerome, la mère de Sir Winston Churchill qui la quitte en lui laissant des dettes financières importantes en 1919. Quelques jours plus tard, elle crée le personnage d'Eliza Doolittle, dans la pièce Pygmalion de Bernard Shaw, au His Majesty's Theatre, tandis que Herbert Beerbohm Tree est le professeur Higgins. Elle connaît un succès considérable dans ce rôle pour lequel elle crée un accent cockney. Ses liens avec Bernard Shaw sont anciens, et ils entretiennent une correspondance durant presque quarante ans et qui sera publiée en 1952, après la mort de l'auteur dramatique. Elle a moins de rôles dans les années 1920, jouant George Sand (Philip Moeller, 1920), et d'autres rôles secondaires. En 1929, elle joue pour la dernière fois au Royalty, puis fait une tournée aux États-Unis dans les années 1930, apparaît dans plusieurs films tournés à Hollywood. Elle s'installe en France, à Paris, puis à Pau où elle meurt d'une infection pulmonaire le 9 avril 1940 ; elle est inhumée au cimetière urbain de Pau.

## Postérité
Sa correspondance avec Bernard Shaw est publiée. Elle inspire la pièce Cher menteur ou Dear Liar: A Comedy of Letters, de l'acteur et auteur dramatique Jerome Kilty, adaptée en français par Jean Cocteau et interprétée par Maria Casarès dans le rôle de Mrs Campbell et Pierre Brasseur dans le rôle de Bernard Shaw.  

## Galerie

Mrs Patrick Campbell
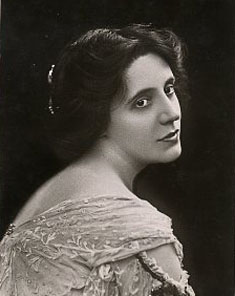
1890
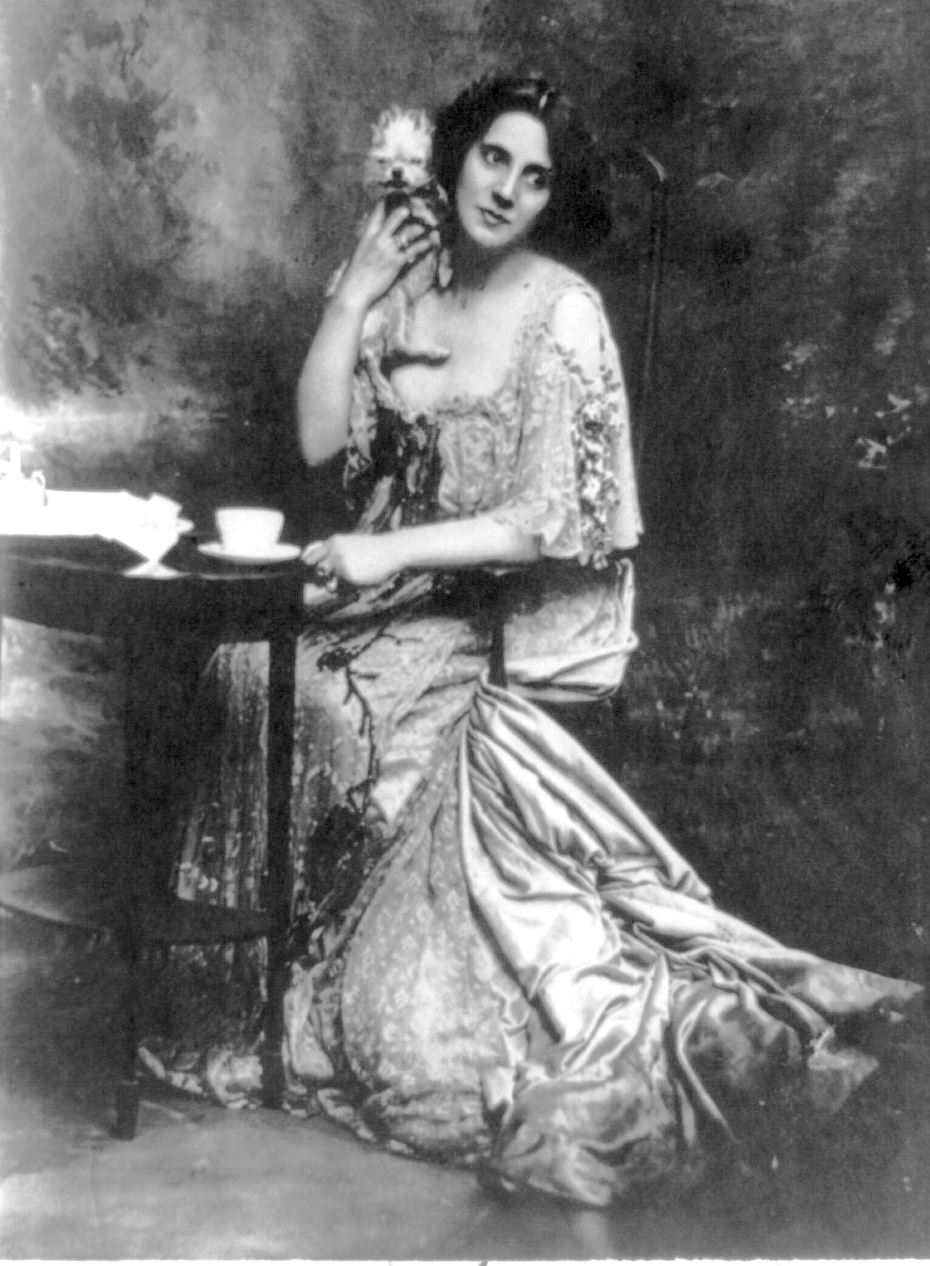
1901
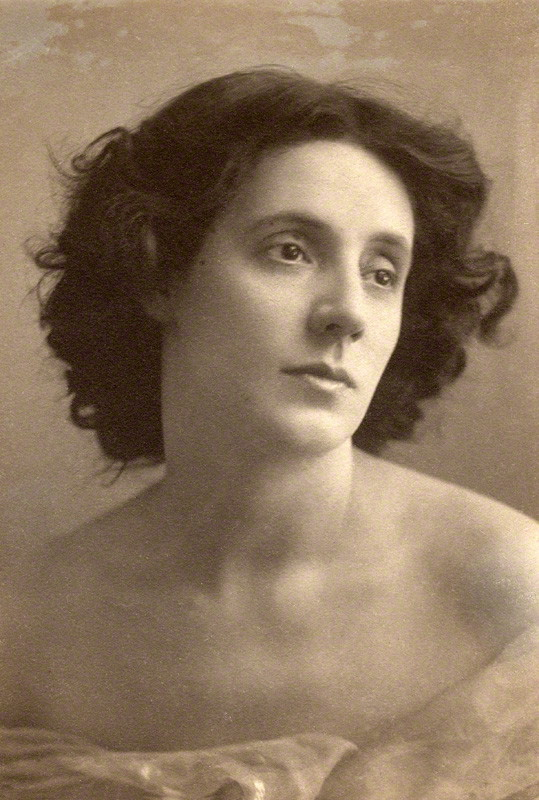
Portrait par George Charles Beresford, 1902
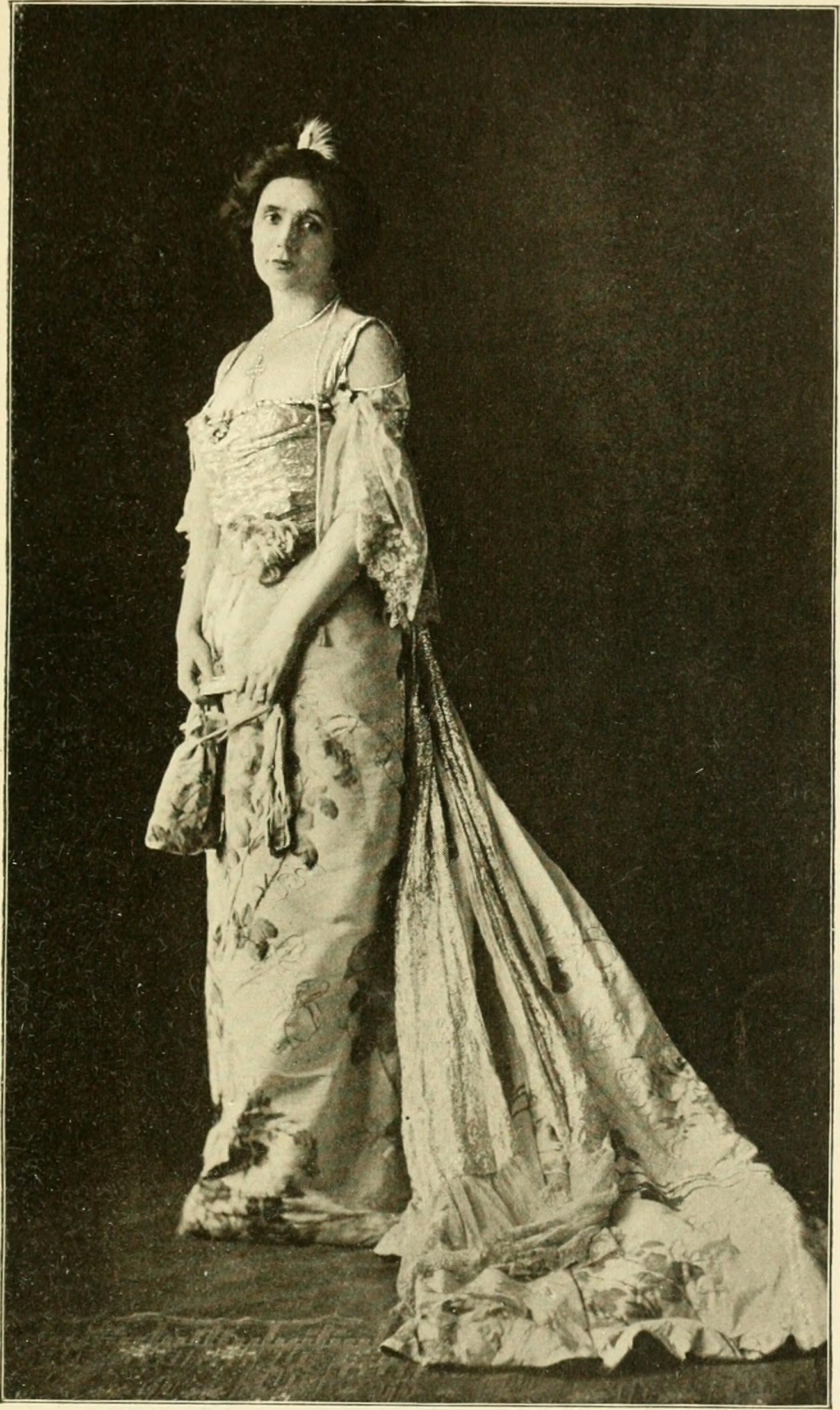
Paula Tanqueray, 1903
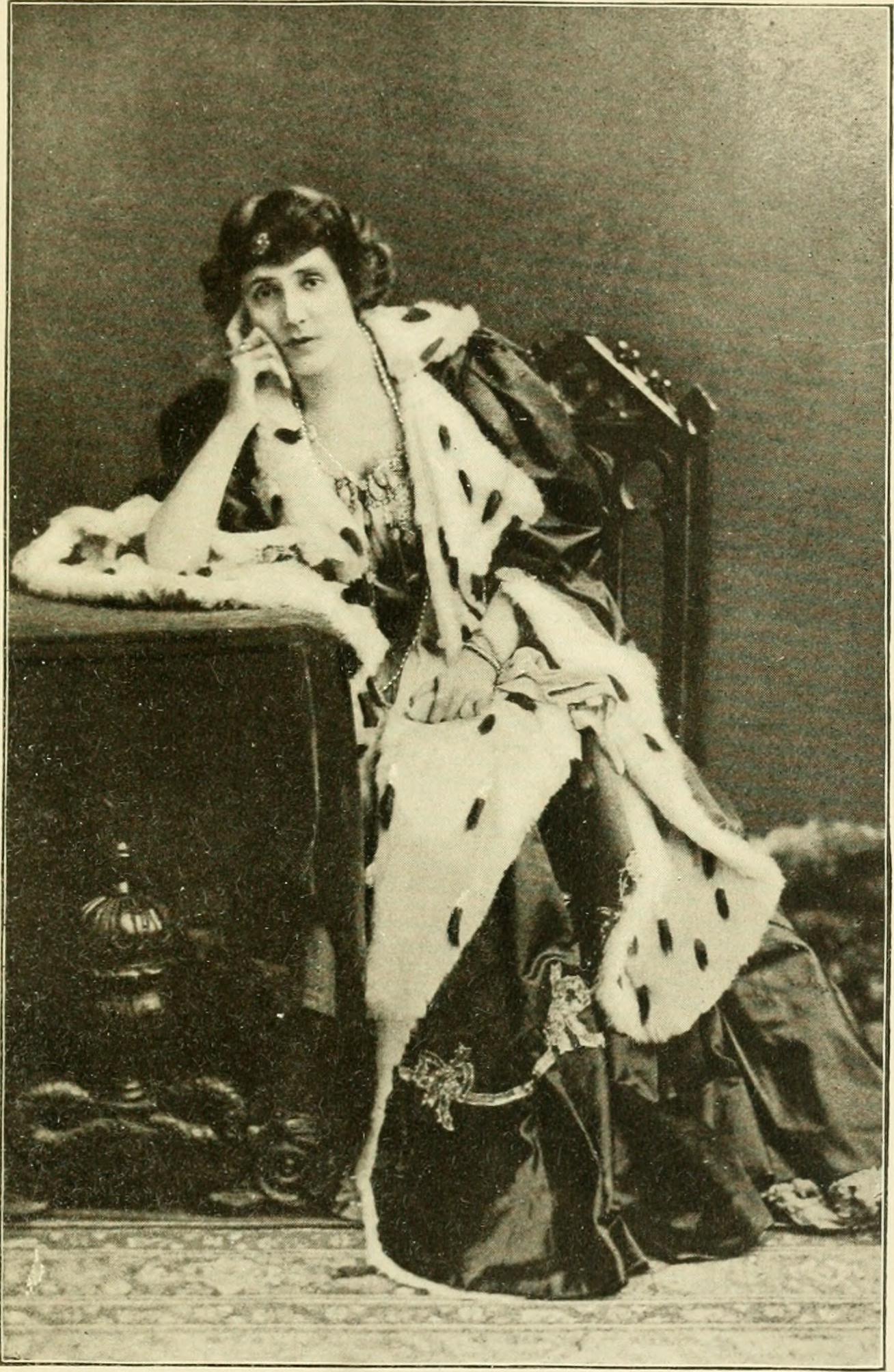
1903
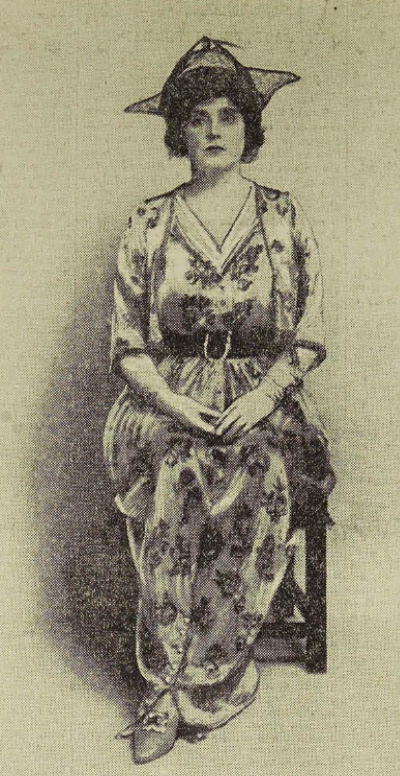
Eliza Doolittle, 1914
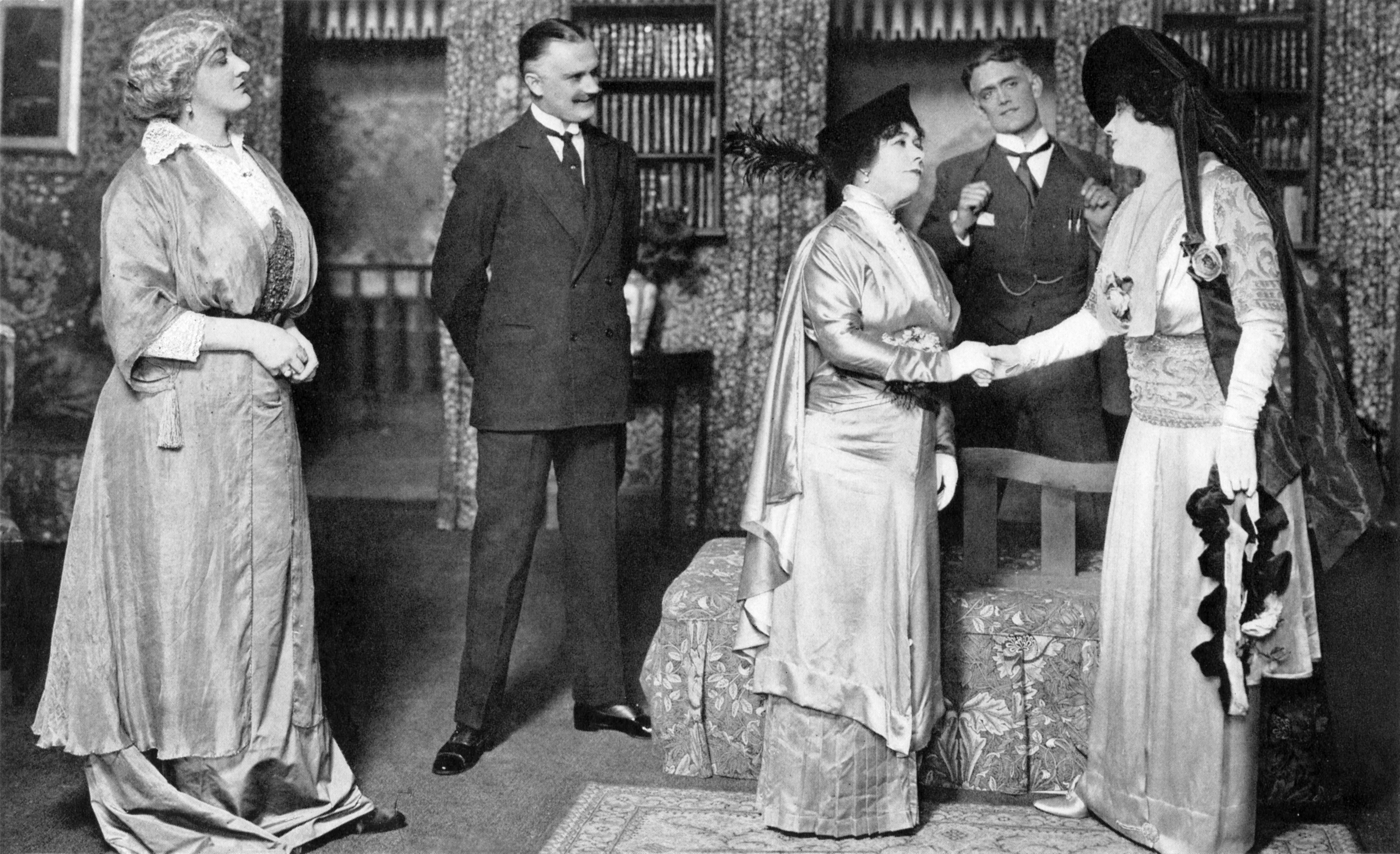
Pygmalion à Broadway, 1914
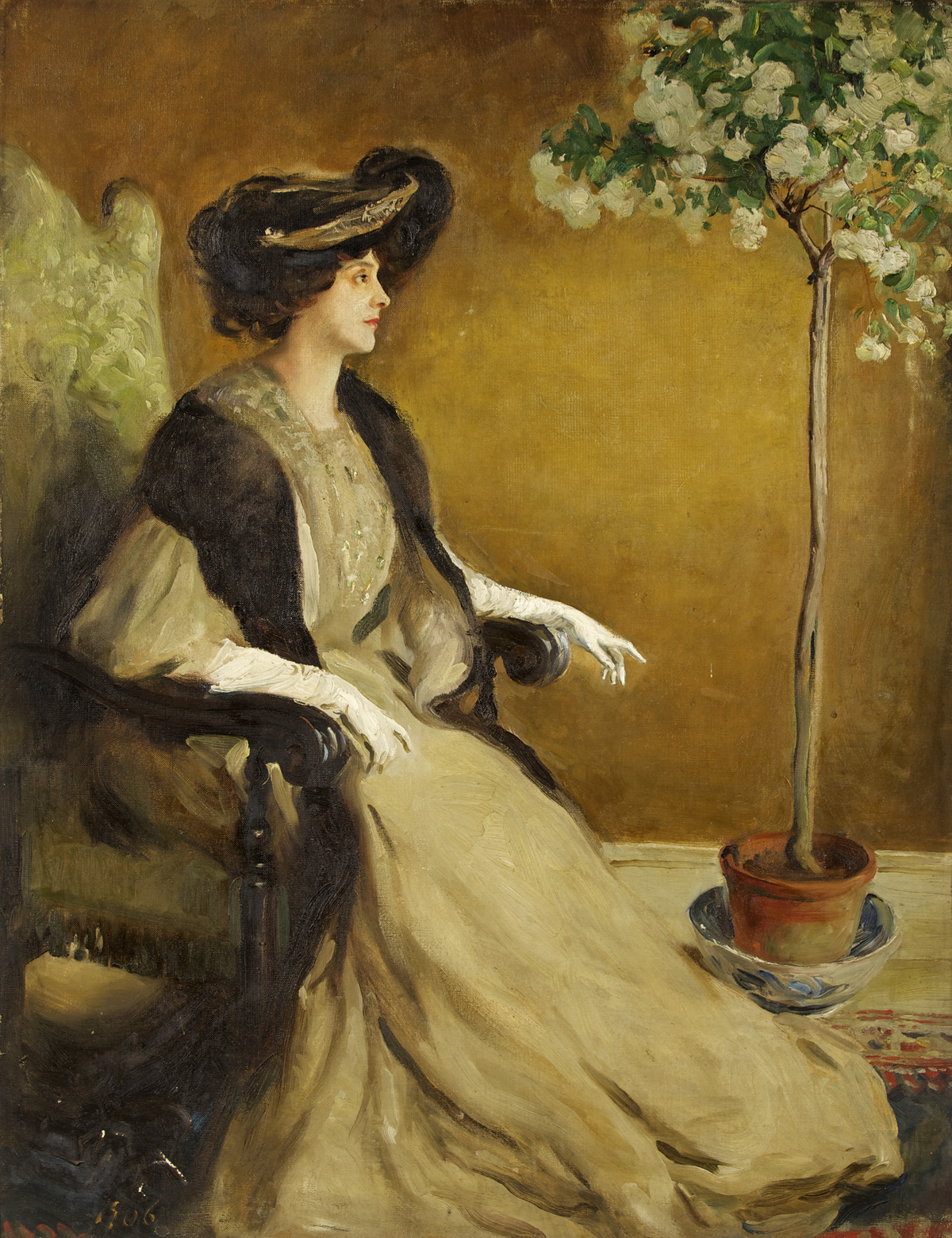
Portrait par William Bruce Ellis Ranken